# Alexis-Jean-Pierre Paucton
Alexis-Jean-Pierre Paucton (1736, ou selon Johann Samuel Ersch, le 10 février 1732 - 1798) était mathématicien français. Il est né d'après ses biographes à La Baroche-Gondouin, près de Lassay, dans le département de la Mayenne.

## Biographie

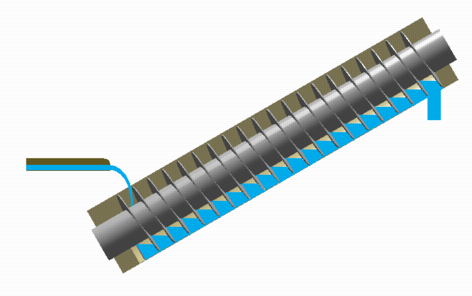
Vis d'archimède utilisée pour pomper de l'eau

Comme ses parents étaient sans fortune, son éducation fut presque nulle jusqu'à l'âge de dix-huit ans ; il mit alors à profit les leçons d'un ecclésiastique auquel il avait inspiré de l'intérêt, et le quitta au bout de deux ans pour recevoir une instruction plus approfondie. Le goût des sciences exactes le dominait : il se livra, à Nantes, à l'étude des mathématiques et du pilotage de navire, et quelque temps après, il se rendit à Paris, où, forcé de se créer des ressources, il se chargea d'une éducation particulière et se fit précepteur. 
Paucton se fit d'abord connaître par une Théorie de la vis d'Archimède (Paris, 1768), de laquelle il déduisit la conception de moulins construits d'une nouvelle manière et plusieurs autres applications utiles : il y joignit une dissertation sur la Force des bois. Cet ouvrage est le développement d'un itinéraire composé en 1765 pour l'Académie de Berlin, dont il ne remporta pas le prix
En 1780, Paucton publia un travail plus considérable, sa Métrologie, ou Traité des mesures, poids et monnaies, des anciens et des modernes, Paris, Desaint, in-4o de 972 pages, ouvrage capital qui a servi de canevas à tous ceux qui ont paru depuis sur le même sujet. 
L'année suivante, parut sa Théorie des lois de la native, ou la Science des causes, et des effets, Paris, Desaint, in-8o de 486 pages. L'auteur, reprenant les traces semées par Leibniz dans un opuscule contre les cartésiens, envisage sous un point de vue nouveau la communication du mouvement.
Dans une Dissertation sur les pyramides d'Égypte, par laquelle se termine son ouvrage, il cherche à établir que les proportions et les détails intérieurs de ces monuments offrent la clef de sa théorie, qu'avaient dû connaître les prêtres égyptiens. Tous ces travaux améliorèrent peu la situation de Paucton ; il obtint seulement une chaire de mathématiques à Strasbourg.
Mais cette place ayant été menacée d'un blocus par les Autrichiens, et les magistrats ayant ordonné aux habitants de se pourvoir de vivres pour le temps du siège, ou de quitter la ville, Paucton, qui n'avait pas de quoi acheter des provisions, d'avance, fut obligé de sortir avec sa femme et ses trois enfants. Retiré à Dôle, chez un maître de pension, il y enseignait les mathématiques pour six cents livres par an, lorsque le ministre de l'intérieur lui donna, le 2 frimaire an V (1796) une place au bureau du cadastre pour travailler en qualité de calculateur à la Connaissance des temps. Il revint donc à Paris et fut nommé associé correspondant de l'Institut de France ; il avait reçu, comme savant, un secours de trois mille francs de la Convention, et il commençait à se promettre un avenir plus heureux, lorsque la mort l'enleva, le 15 juin 1798.

## Publications
Il a laissé parmi ses manuscrits une traduction des hymnes d'Orphée, un traité de gnomonique, et une théorie du ptérophare et d'un char volant dont les premières idées avaient été déjà exposées dans sa Théorie de la vis d'Archimède. Il peut être considéré comme le précurseur de nos aviateurs modernes.
- Théorie de la vis d'Archimède, de laquelle on déduit celle des moulins conçus d'une nouvelle manière. On y joint la construction d'un nouveau lock ou sillomètre et celle d'une sorte de rames très commodes, etc. De plus, une dissertation sur la résistance des bois et les tables nécessaires dressées d'après les expériences de MM. de l'Académie des sciences..., Paris : J.-H. Bulard, 1768, in-12, XX-224 p.
- Métrologie, ou Traité des mesures, poids et monnoies des anciens peuples et des modernes. Paris : Vve Desaint, 1780, in-4o , XVI-956-6 p.
- Théorie des lois de la nature, ou la Science des causes et des effets, suivie d'une dissertation sur les pyramides d'Égypte, Paris : Vve Desaint, 1781, in-8o, XLVIII-438 p. et pl.

## Sources partielles
- « Alexis-Jean-Pierre Paucton », dans Louis-Gabriel Michaud, Biographie universelle ancienne et moderne : histoire par ordre alphabétique de la vie publique et privée de tous les hommes avec la collaboration de plus de 300 savants et littérateurs français ou étrangers, 2e édition, 1843-1865 [détail de l’édition]. Article de Foisset aîné.
- « Alexis-Jean-Pierre Paucton », dans Alphonse-Victor Angot et Ferdinand Gaugain, Dictionnaire historique, topographique et biographique de la Mayenne, Laval, A. Goupil, 1900-1910 [détail des éditions] (BNF 34106789, présentation en ligne)